# تراوزلا
تراوزلا (به ایتالیایی: Trausella) یک کومونه در ایتالیا است که در استان تورین واقع شده‌است. تراوزلا ۱۲٫۱ کیلومتر مربع مساحت و ۱۳۵ نفر جمعیت دارد و ۶۵۴ متر بالاتر از سطح دریا واقع شده‌است.